# 76 Lidzki Pułk Piechoty

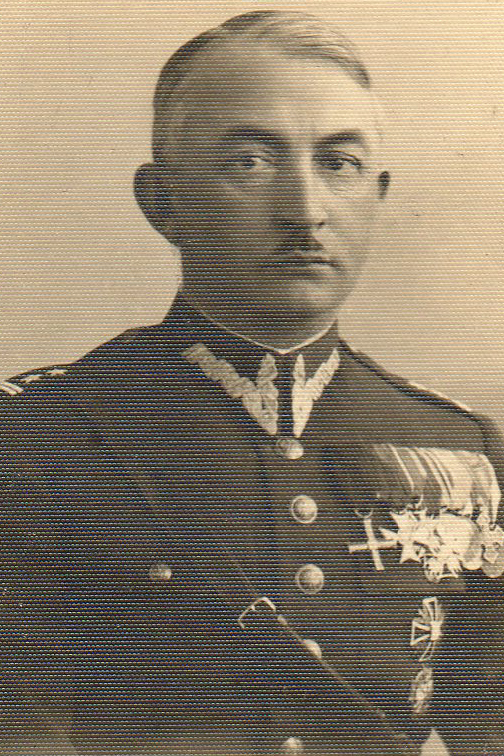
Ppłk Stanisław Pietrzyk - I zastępca dowódcy 76 pp.

76 Lidzki Pułk Piechoty im. Ludwika Narbutta (76 pp) – oddział piechoty Wojska Polskiego II RP.
Świętem pułkowym był w latach 1920 – 1925 dzień 5 stycznia, na honor decyzji III batalionu o nieoddaniu broni Niemcom, a w latach 1926 – 1939 dzień 2 sierpnia, na honor obrony Łomży.
Przed 1939 pułk stacjonował w Grodnie.

## Formowanie i zmiany organizacyjne
Pułk początek bierze w samoobronie Litwy i Białorusi. Trzeci batalion piechoty samoobrony na początku stycznia 1919 wszedł w skład oddziału mjr. Władysława Dąbrowskiego, gdzie przemianowano go na pierwszy batalion zwany „Wileńskim”. Pod koniec stycznia utworzono drugi batalion zwany „Lidzkim”.
6 czerwca 1919 dowódca Frontu Litewsko-Białoruskiego z oddziału mjr. Dąbrowskiego utworzył dwa pułki: z piechoty – Lidzki pułk strzelców, a z jazdy – Wileński pułk ułanów. Batalion piechoty „lidzki” otrzymał nr I a bp „wileński” nr II. Dowództwo pułku objął ppłk Zubrzycki.
W grudniu 1919 batalion zapasowy pułku stacjonował w Lidzie.
Po 21 X 1922 – zmieniono nazwę na 76 Lidzki pułk piechoty i włączono go do 29 Dywizji Piechoty. Pełną nazwę nadano pułkowi w Dzienniku Rozkazów MSWojsk. nr 2 z 1938, poz. 26.

## Pułk w walce o granice
Po reorganizacji pułk wyruszył na  front biorąc udział w ofensywie na Mińsk. Osiągnąwszy w walkach linię Berezyny, w początkach września 1919 pułk został zluzowany, przerzucony na zachód i pełnił służbę patrolową na polsko-litewskiej linii demarkacyjnej.
Dopiero w lipcu 1920 jego dwa bataliony wzięty udział w obronie Wilna, po czym wycofały się do Klepacz. Tu dołączył do nich I batalion będący do tej pory na linii demarkacyjnej. Pod Klepaczami pułk stoczył zaciętą walkę z Litwinami i wycofał się do Oran. Tu walczył już z wojskami rosyjskimi, wspomaganymi przez oddziały litewskie.
Oderwawszy się od nieprzyjaciela, pułk dotarł do Marcinkaniec i dalej transportem kolejowym do Grodna. Po walkach w okolicach Kuźnicy i Nowego Dworu pułk przeszedł do Ostrowi Mazowieckiej, a stąd został przetransportowany pod Łomżę. 1 sierpnia 1920 pułk odrzucił nieprzyjaciela z przedpola fortu IV z południowego brzegu Łomżyczki. Następnego dnia zaciekłe walki toczyły się już u bram Łomży, przy mostach na Narwi i w samym mieście. W nocy musiano Łomżę opuścić. W dalszych bojach odwrotowych pułk doszedł nad Wkrę. Tu zreorganizowano jego pododdziały i sformowano na ich bazie jedynie jeden batalion piechoty.
W okresie kontrofensywy pułk działał w składzie 5 Armii. Wraz z innymi oddziałami doszedł pod Chorzele. W końcu sierpnia pułk został skierowany do Modlina na odpoczynek i uzupełnienie.
21 października 1920 pułk w sile jednego batalionu złożonego z żołnierzy kresowych wszedł w skład wojsk generała Żeligowskiego.
Pułk brał udział ogółem w 41 bitwach. W latach 1919–1920 zginęło w walkach 116 oficerów i szeregowych. Krzyżem Srebrnym Orderu Wojskowego Virtuti Militari odznaczono – 12 żołnierzy, 114 – Krzyżem Walecznych, Krzyżem Zasługi Wojsk Litwy Środkowej – 26.

### Kawalerowie Virtuti Militari
| Odznaczeni Krzyżem Srebrnym Orderu Wojskowego Virtuti Militari za wojnę 1918-1920 | Odznaczeni Krzyżem Srebrnym Orderu Wojskowego Virtuti Militari za wojnę 1918-1920 |
| --------------------------------------------------------------------------------- | --------------------------------------------------------------------------------- |
| kpt. Leon Bąkowski nr 4487                                                        | kpt. Witold Chmielewski nr 4133                                                   |
| kpt. Piotr Mienicki nr 4924 †22 VII 1919 Kamień                                   | kpt. Jan Ogiński nr 3893                                                          |
| kpt. Wilhelm Zagórski nr 4068                                                     | por. Bolesław Dmochowski nr 4486                                                  |
| por. Józef Wolski nr 8066 †21 VIII 1920 Przasnysz                                 | ppor. Władysław Gliński nr 8051 †11 VIII 1920 Zegrze                              |
| pchor. Stefan Tomkiewicz nr 4063                                                  | szer. Jerzy Laskarys nr 4100                                                      |

Ponadto 128 żołnierzom nadano Krzyż Walecznych, w tym trzem oficerom czterokrotnie, pięciu oficerom trzykrotnie oraz trzem oficerom i trzem szeregowcon dwukrotnie. Krzyżem Zasługi Wojsk Litwy Środkowej odznaczono 18 oficerów i 8 szeregowców.
Wśród odznaczonych Krzyżem Walecznych po raz pierwszy znajdował się plut. Stefan Nagat (1900–1978), na którego sporządzony został wniosek o odznaczenie Orderem Virtuti Militari i który figuruje „Zarysie historji wojennej ...” jako kawaler tego orderu, lecz faktycznie go nie otrzymał. Stefan Nagat odznaczył się odwagą 6 sierpnia 1920 pod Różanem, a jego czyn opisał Henryk Koppel w artykule „Jak szeregowiec Nagat spalił most”, opublikowanym na łamach „Żołnierza Polskiego”.

### Mapy walk pułku

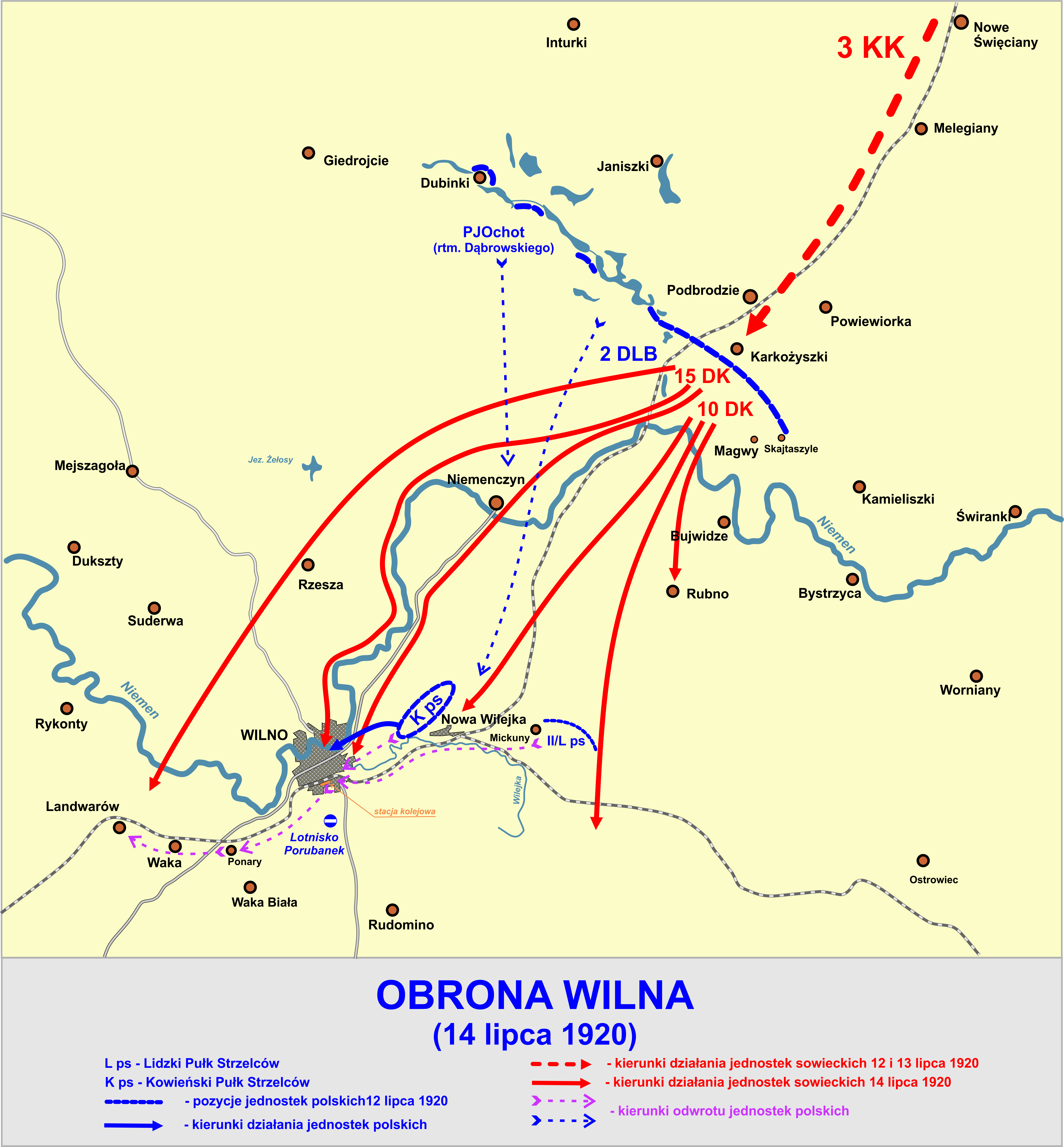
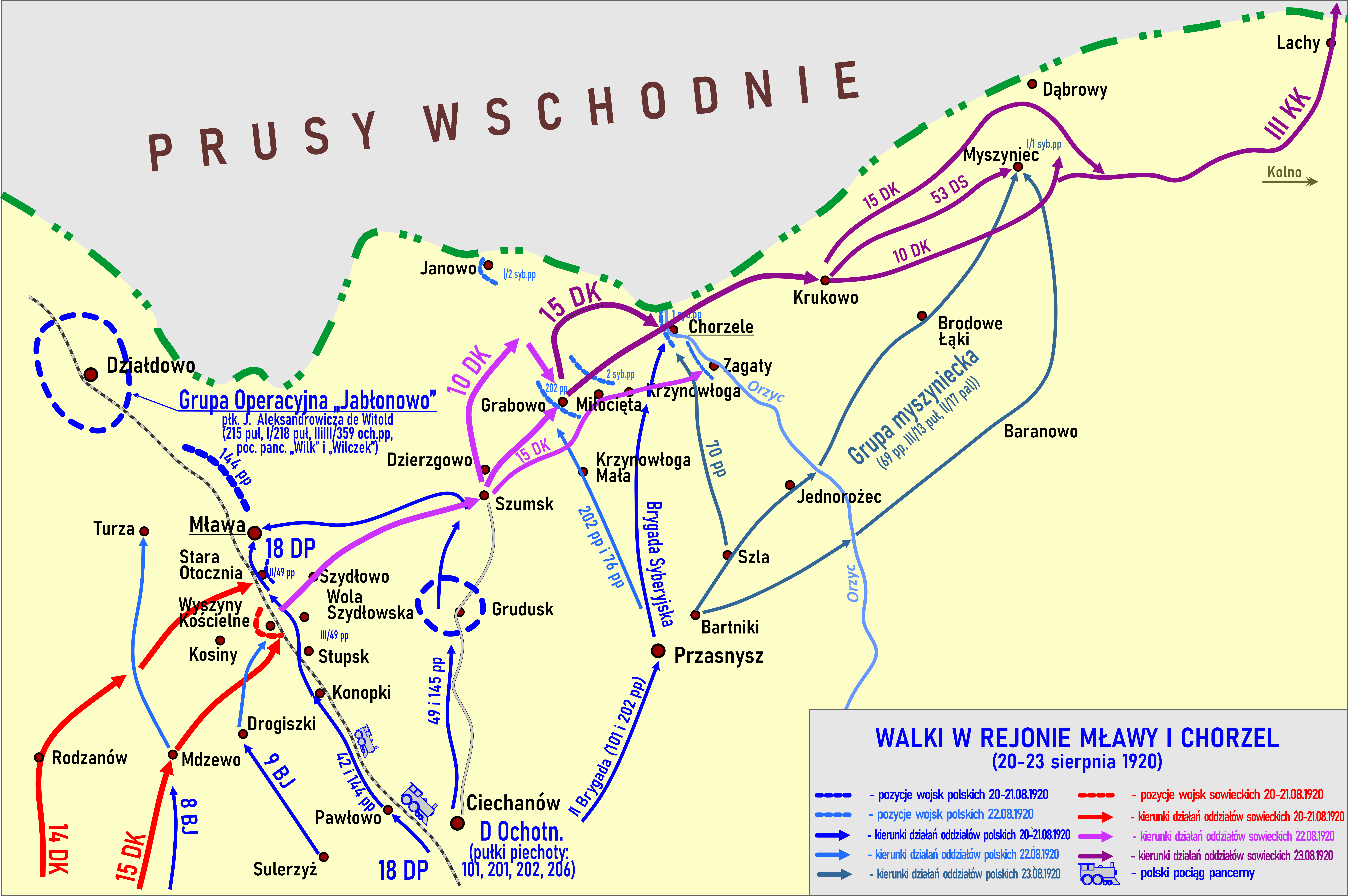
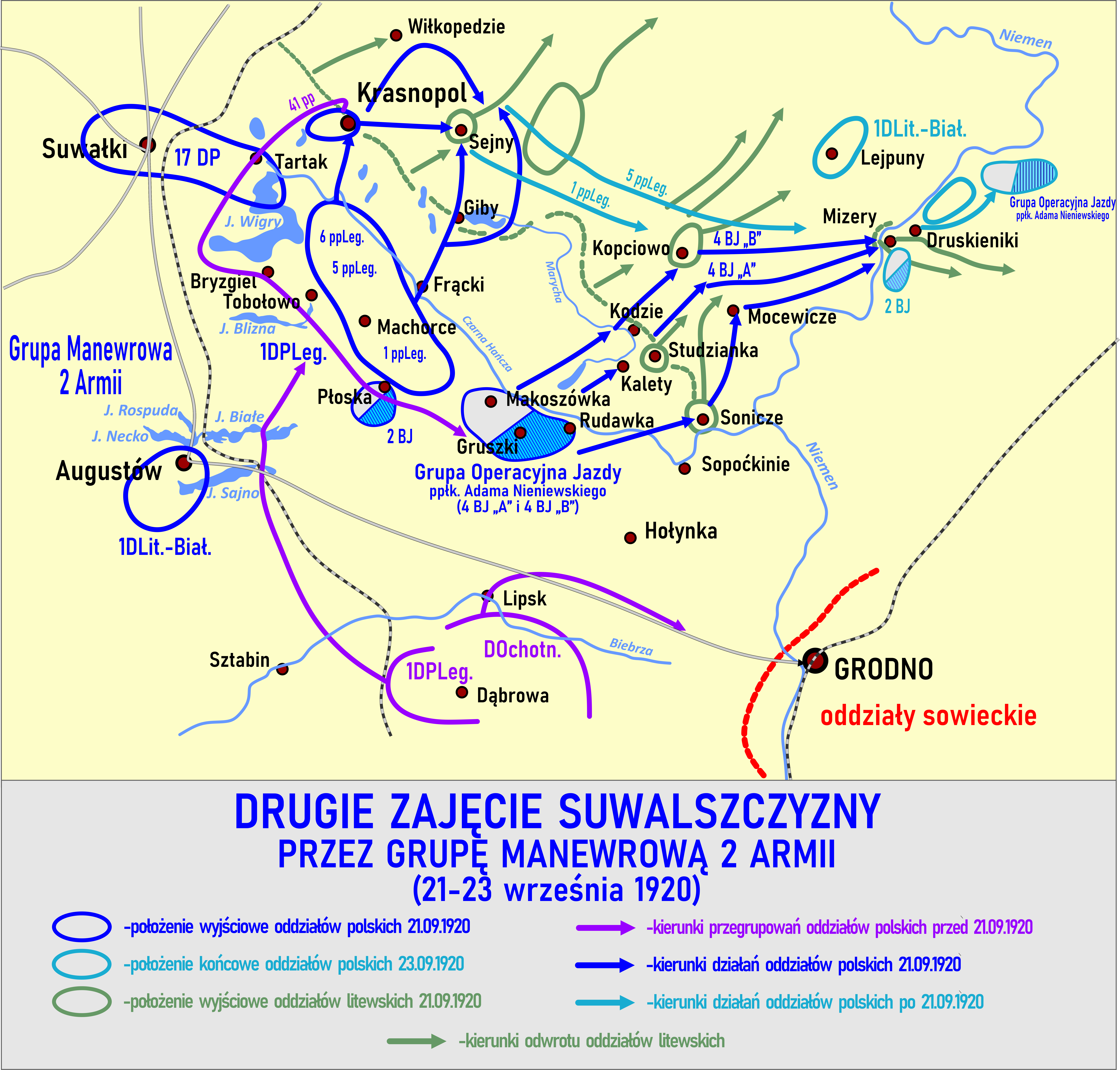
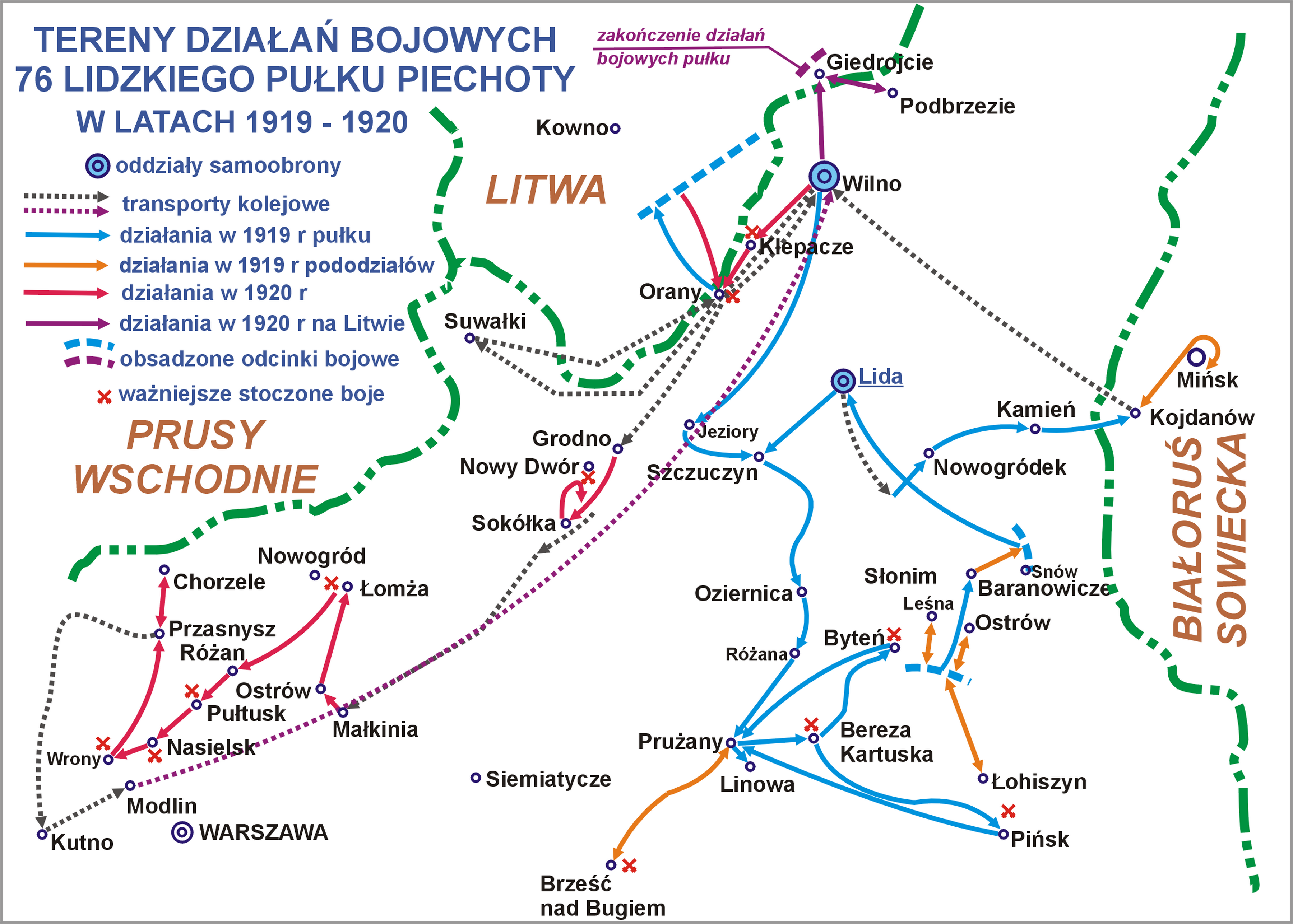

## Pułk w okresie pokoju

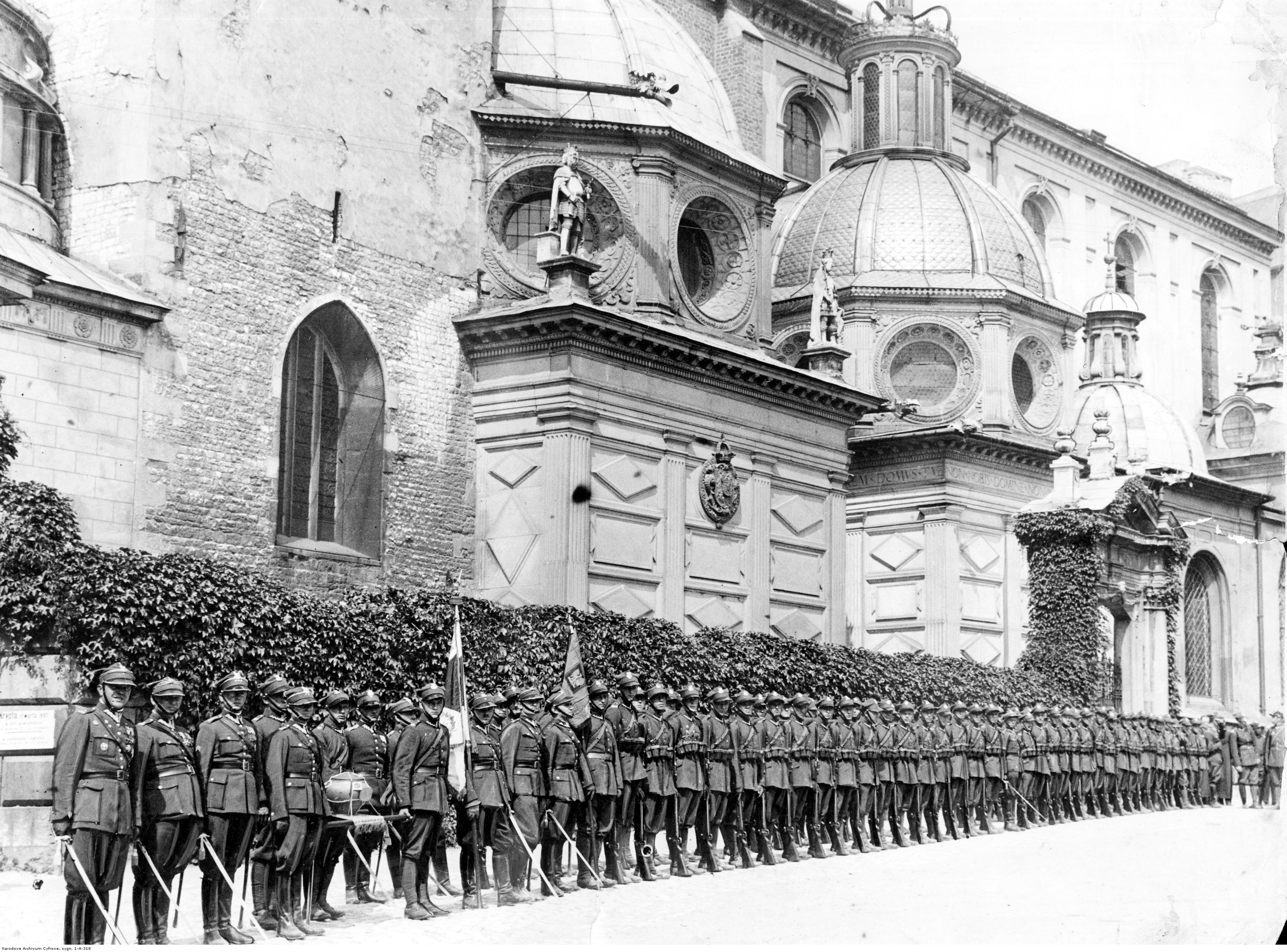
Uczczenie pamięci Marszałka Polski Józefa Piłsudskiego - 76 pp przed katedrą na Wawelu; sierpień 1939

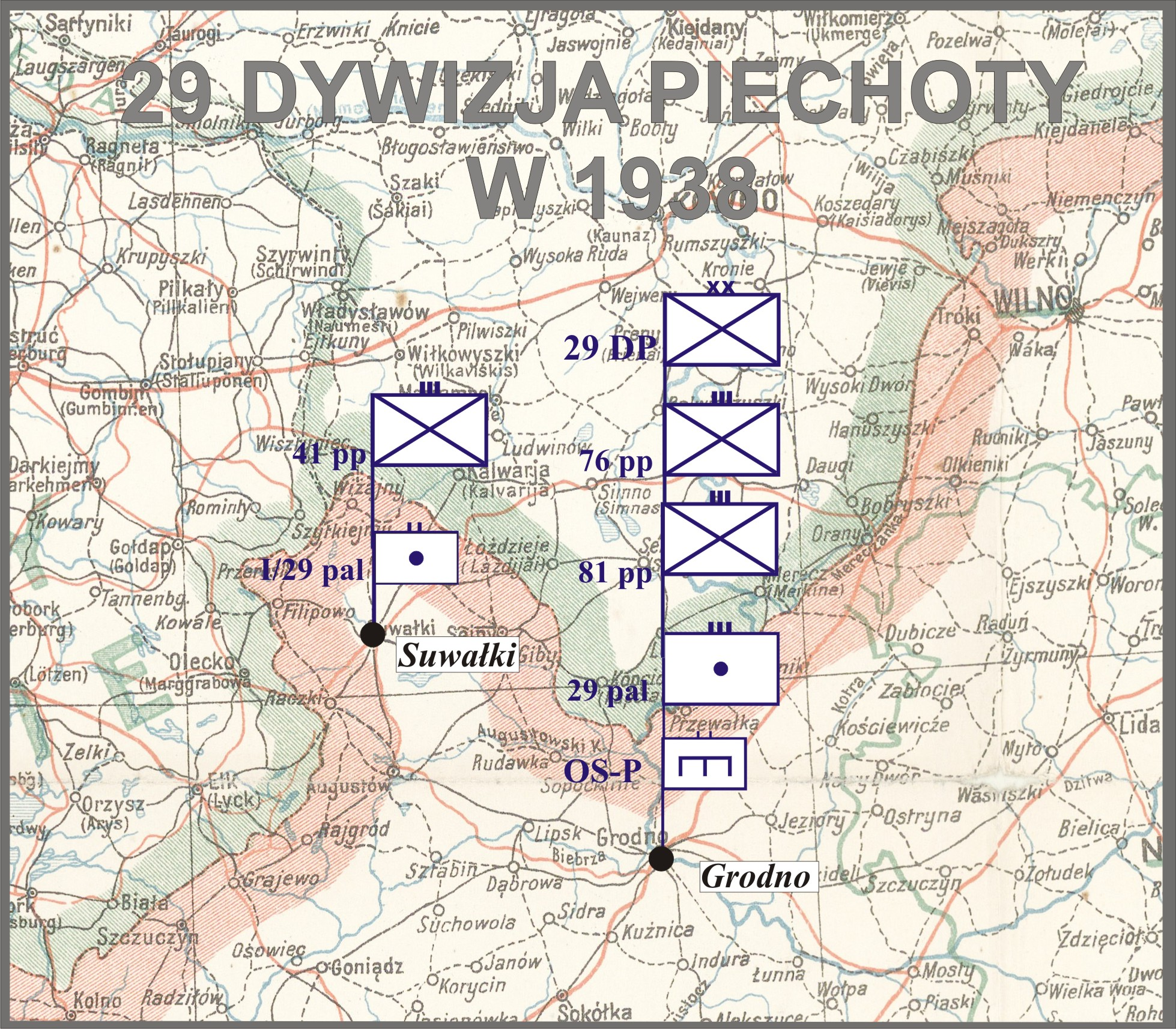
29 DP w 1938

W okresie międzywojennym 76 pułk piechoty stacjonował na terenie Okręgu Korpusu Nr III w Grodnie, wchodząc w skład 29 Dywizji Piechoty. Pułk stacjonował w Koszarach Legionów Polskich w kwartale ulic Kolejowej, Bema i Kościuszki. W Grodnie jako dużym garnizonie znajdowało się dużo instytucji garnizonowych takich jak, Kościół Garnizonowy tzw. Fara Witoldowa, Kasyno Garnizonowe, Biblioteka DOK z salami balowymi, reprezentacyjną i bilardową i czytelniami dla każdego pułku. Dla szeregowych był Dom Żołnierza z teatrem, Dom Strzelca. Święto pułku obchodzono w dniu 3 stycznia, a od 1926 roku w dniu 2 sierpnia. 6 sierpnia 1933 roku odbyło się uroczyste odsłonięcie pomnika w miejscu śmierci płk. Ludwika Narbutta w Dubiczach. Pomnik został wzniesiony przez pułk i miejscowe społeczeństwo. Na budowę pomnika użyto kamienia z obalonego w Wilnie pomnika gubernatora Murawiewa. W 76 pp istniał Wojskowy Klub Sportowy 76 pp, drużyna piłki nożnej reprezentowała cały garnizon Grodna i grała od 1929 roku w lidze okręgowej klasy A, zdobywając 8 razy tytuł mistrza Okręgu ZPN w Białymstoku. Od 1934 roku, po zmianie nazwy, występowała jako WKS Grodno. Nad drużynami harcerskimi w Grodnie opiekę sprawował również 76pp organizował zawody o odznakę POS, prowadził szkolenie z zakresu opl, ppoż., strzeleckie i sanitarne.
Na podstawie rozkazu wykonawczego Ministerstwa Spraw Wojskowych do Departamentu Piechoty o wprowadzeniu organizacji piechoty na stopie pokojowej PS 10-50 z 1930 roku, w Wojsku Polskim wprowadzono trzy typy pułków piechoty. 76 pułk piechoty zaliczony został do typu II pułków piechoty (tzw. wzmocnionych). W każdym roku otrzymywał około 845 rekrutów. Stan osobowy pułku wynosił 68 oficerów oraz 1900 podoficerów i szeregowców. Na czas wojny przewidywany był do pierwszego rzutu mobilizacyjnego. W okresie zimowym posiadał dwa bataliony starszego rocznika i batalion szkolny, w okresie letnim zaś trzy bataliony strzeleckie. Jego stany były wyższe od pułku „normalnego” (typ I) o ok. 400-700 żołnierzy. Prowadzono szkolenie podoficerów i oficerów rezerwy w pułku na kursach i doraźne np. w strzelaniu. Wydłużono okres szkolenia podoficerów i oficerów rezerwy z 4 tygodni rocznie do 10 tygodni. Prowadzono dwumiesięczne kursy oficerów rezerwy dla dowódców kompanii, jednorazowo na organizowanym przez dowództwo OK III brało 2 oficerów rezerwy z 76 pp. 15 sierpnia na pułkowej strzelnicy zebrano wszystkich oficerów, podoficerów  i po trzech strzelców wyborowych z każdej kompanii, po zaprzysiężeniu przystrzelano wszystkie karabiny wz. 35 "Ur". Po 15 sierpnia pułk przebywał na ćwiczebnym obozie letnim "Rumlówka". W dniu 24 sierpnia o godz. 6.00 ogłoszono mobilizację alarmową niejawną dla jednostek garnizonu Grodno.
| Obsada personalna i struktura organizacyjna w marcu 1939 | Obsada personalna i struktura organizacyjna w marcu 1939 | Obsada personalna i struktura organizacyjna w marcu 1939 |
| Stanowisko                                               | Stopień, imię i nazwisko                                 | Przydział we wrześniu 1939                               |
| Dowództwo, kwatermistrzostwo i pododdziały specjalne     | Dowództwo, kwatermistrzostwo i pododdziały specjalne     | Dowództwo, kwatermistrzostwo i pododdziały specjalne     |
| -------------------------------------------------------- | -------------------------------------------------------- | -------------------------------------------------------- |
| dowódca pułku                                            | płk Stanisław Jakub Czuryłło                             |                                                          |
| I z-ca dowódcy                                           | ppłk Stanisław Pietrzyk                                  |                                                          |
| adiutant                                                 | kpt. adm. (piech.) Stanisław II Bielecki                 |                                                          |
| starszy lekarz                                           | ppłk dr Jerzy Stanisław Krzywiec                         |                                                          |
| młodszy lekarz                                           | por. lek. Mirosław Bogdan Grubiński                      |                                                          |
| II z-ca dowódcy (kwatermistrz)                           | mjr Jan Toroń                                            |                                                          |
| oficer mobilizacyjny                                     | kpt. adm. (piech.) Czesław Gałyński                      |                                                          |
| z-ca oficera mobilizacyjnego                             | kpt. adm. (piech.) Henryk Biernacki                      |                                                          |
| oficer administracyjno-materiałowy                       | kpt. Władysław Zygmunt Żołnierczyk                       |                                                          |
| oficer gospodarczy                                       | por. int. Mikołaj Wyskoczyl                              |                                                          |
| oficer żywnościowy                                       | chor. Władysław Berstling                                |                                                          |
| oficer taborowy                                          | por. tab. Witold Jan Lepieszo                            |                                                          |
| kapelmistrz                                              | vacat                                                    |                                                          |
| dowódca plutonu łączności                                | kpt. Lucjan Grajewski                                    |                                                          |
| dowódca plutonu pionierów                                | por Bronisław Antoni Zgorzelski                          |                                                          |
| dowódca plutonu artylerii piechoty                       | kpt. art. Mieczysław Chmielowiec                         |                                                          |
| dowódca plutonu ppanc.                                   | p o. kpt. Wilhelm Leopold Stawarz (*)                    |                                                          |
| dowódca oddziału zwiadu                                  | por. Wacław Bujko                                        |                                                          |
| I batalion                                               |                                                          |                                                          |
| dowódca batalionu                                        | mjr Korneliusz Kosiński                                  |                                                          |
| dowódca 1 kompanii                                       | kpt. Jan Grażulcwicz                                     |                                                          |
| dowódca plutonu                                          | por. Władysław Godlewski                                 |                                                          |
| dowódca 2 kompanii                                       | kpt. Wilhelm Leopold Stawarz (*)                         |                                                          |
| dowódca plutonu                                          | ppor. Eryk Griiner                                       |                                                          |
| dowódca 3 kompanii                                       | kpt. Szacki Antoni                                       |                                                          |
| dowódca plutonu                                          | por. Zbigniew Wiktor Józef Tryba                         |                                                          |
| dowódca plutonu                                          | ppor. Jan Krzywicki                                      |                                                          |
| dowódca 1 kompanii km                                    | kpt. Józef Marian Ekiert                                 |                                                          |
| dowódca plutonu                                          | por. Władysław Niezgoda                                  |                                                          |
| dowódca plutonu                                          | ppor. Roman Kurpiński                                    |                                                          |
| dowódca plutonu                                          | chor. Stefan Tomkiewicz                                  |                                                          |
| II batalion                                              |                                                          |                                                          |
| dowódca batalionu                                        | mjr Eugeniusz Tomasz Justyniak                           |                                                          |
| dowódca 4 kompanii                                       | kpt. Czarkowski Karol                                    |                                                          |
| dowódca plutonu                                          | por. Józef Władysław Gniewkowski                         |                                                          |
| dowódca plutonu                                          | por. Jan Piotr Radzewicz                                 |                                                          |
| dowódca plutonu                                          | ppor. Konstanty Buda                                     |                                                          |
| dowódca 5 kompanii                                       | kpt. Stefan II Sopoćko                                   |                                                          |
| dowódca plutonu                                          | por. Franciszek Ciągło                                   |                                                          |
| dowódca plutonu                                          | ppor. Ernest Sikora                                      |                                                          |
| dowódca 6 kompanii                                       | por. Wilhelm Bergiel                                     |                                                          |
| dowódca plutonu                                          | ppor. Zdzisław Gumkowski                                 |                                                          |
| dowódca 2 kompanii km                                    | kpt. Stefan Myśliwski                                    |                                                          |
| dowódca plutonu                                          | ppor. Edward Władysław Dzierżek                          |                                                          |
| III batalion                                             |                                                          |                                                          |
| dowódca batalionu                                        | vacat                                                    |                                                          |
| dowódca 7 kompanii                                       | kpt. Stanisław Olechnowicz                               |                                                          |
| dowódca plutonu                                          | por. Zdzisław Julian Malinowski                          |                                                          |
| dowódca plutonu                                          | ppor. Franciszek Józef Śniechota                         |                                                          |
| dowódca 8 kompanii                                       | kpt. Józef II Malinowski                                 |                                                          |
| dowódca plutonu                                          | por. Wiktor Dawidowicz                                   |                                                          |
| dowódca 9 kompanii                                       | kpt. Alfred Ernest Wiesław Machnicki                     |                                                          |
| dowódca plutonu                                          | ppor. Michał Józef Pulchny                               |                                                          |
| dowódca 3 kompanii km                                    | kpt. Stanisław Górski                                    |                                                          |
| dowódca plutonu                                          | ppor. Lech Kazimierz Grygier                             |                                                          |
| na kursie                                                | por. Władysław Jaczynic                                  |                                                          |
| na kursie                                                | por. Wilhelm Jakubianiec                                 |                                                          |
| Dywizyjny Kurs Podchorążych Rezerwy 29 DP                |                                                          |                                                          |
| dowódca                                                  | mjr Balcerzak Józef                                      |                                                          |
| dowódca plutonu                                          | por. Oszczakiewicz Franciszek                            |                                                          |
| dowódca plutonu                                          | por. Szczęsny Mieczysław                                 |                                                          |
| dowódca plutonu                                          | por. Dowgiało Bronisław                                  |                                                          |
| dowódca plutonu                                          | ppor. Mickiewicz Mikołaj                                 |                                                          |
| 76 obwód przysposobienia wojskowego „Grodno”             |                                                          |                                                          |
| komendant obwodowy PW                                    | kpt. adm. (piech.) Tadeusz Józef Erben                   |                                                          |
| komendant powiatowy PW „Grodno”                          | ppor. kontr. piech. Witold Tomaszewski                   |                                                          |
| komendant powiatowy PW „Wołkowysk”                       | ppor. kontr. piech. Alfons Wróblewski                    |                                                          |

## 76 pp w kampanii wrześniowej

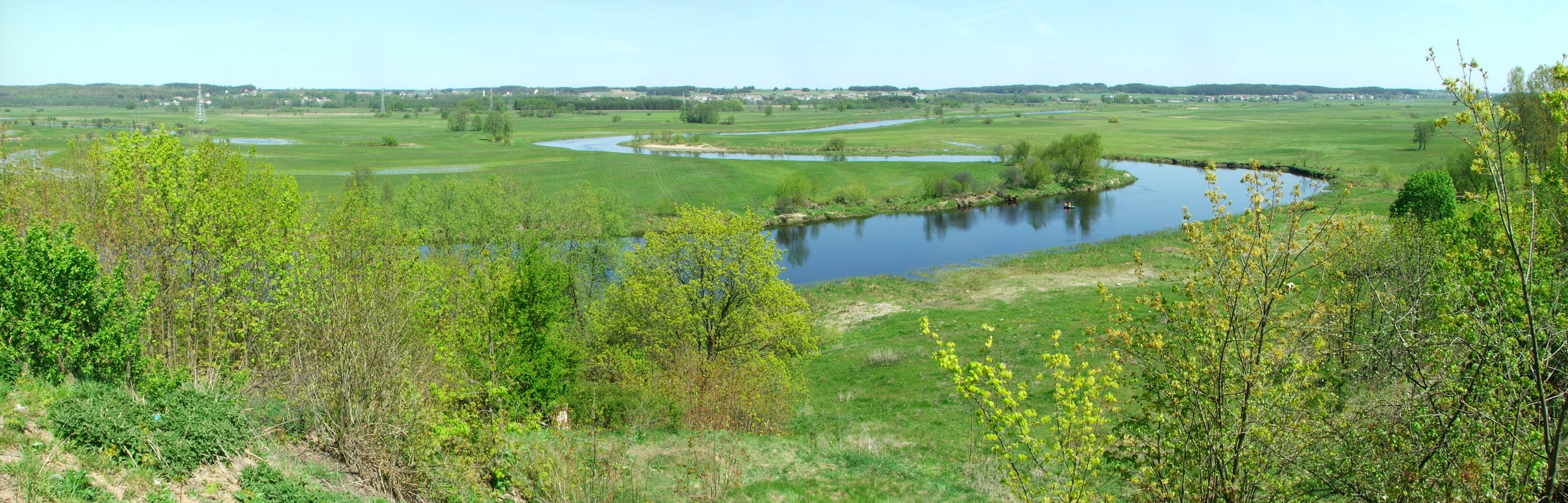
Narew w okolicach Łomży – tu toczyły się walki

### Mobilizacja
W ramach grupy brązowej zmobilizowano kompanię karabinów maszynowych przeciwlotniczych typu B nr 36, trzy plutony artylerii pozycyjnej typu II nr 31, 32 i 35. W ramach grupy żółtej zmobilizowano własne pododdziały pułku oraz inne pododdziały: kompanię asystencyjną nr 131, kompanię kolarzy nr 34 i kolumnę taborową nr 317. 26 sierpnia pułk terminowo ukończył mobilizację i przeszedł na kwatery do wsi Kaplica. 28 sierpnia rozpoczął załadunek na transporty kolejowe, został przewieziony przez Białystok i Warszawę do Skierniewic. 30 sierpnia wieczorem został wyładowany i marszem pieszym przemieścił się do rejonu wsi i folwarku Prusy, gdzie 31 sierpnia odpoczywał, prowadził ćwiczenia terenowe i wspierał okoliczną ludność w żniwach.

### Działania bojowe

#### W bitwie pod Piotrkowem Trybunalskim
We wrześniu 1939 walczył w składzie 29 Dywizji Piechoty w odwodowej armii Prusy. Nocnym marszem 1/2 września 1939 roku na rozkaz dowódcy 29 Dywizji Piechoty płk. Ignacego Oziewicza przemaszerował w rejon Lubochnia-Tomaszów Mazowiecki. Następnie rozlokował się w lasach Nadleśnictwa Lubochnia, pod Cekanowem. Kolejnym popołudniowym i nocnym marszem 3 września pułk osiągnął rejon koncentracji w Lasach Sulejowskich nad Pilicą. Obozował w lasach w rejonie gajówki Zarzęcin i wsi Zarzęcin i Prucheńsko. Rano 3 września pułk został przegrupowany do rejonu lasów w pobliżu gajówki Strzelce przy szosie Sulejów-Opoczno. 5 września został zbombardowany Sulejów, w którym zginęło ok. tysiąca osób, z 76 pp zginęło 19 żołnierzy. W dniu 4 września do Przedborza został wysłany Oddział Wydzielony 29 DP. W jego składzie znajdowała się między innymi  kompania 5/76 pułku piechoty i pluton ppanc. i ckm z 81 pp. Zadaniem jego była obrona przyczółka mostowego na Pilicy. W dniu 4 września po południu oddział stoczył walkę z kolumną niemiecką. 5 września OW kpt. Sopoćki w Przedborzu stoczył walkę  z motocyklistami, samochodami pancernymi i piechotą zmotoryzowaną niemieckiej 1 Dywizji Lekkiej. 5 kompania nie dołączyła już do pułku, maszerując poprzez Opoczno, Przysuchę dołączyła do Zgrupowania Południowego Armii „Prusy”, wzięła udział w walkach pod Iłżą, gdzie część oddziału została rozproszona. Pozostałość po przeprawieniu się przez Wisłę, przez Lubelszczyznę dołączyła do batalionu „Wilk” Dywizji Kawalerii „Zaza” Samodzielnej Grupy Operacyjnej "Polesie", gdzie kpt. Sopoćko objął stanowisko zastępcy dowódcy batalionu.

#### Nocne natarcie na oddziały 1 DPanc.
W dniu 5 września wieczorem 76 pułk piechoty wraz z III/29 pal i kompanią saperów, zgodnie z rozkazem dowódcy dywizji podjął marsz w kierunku Rozprzy i rzeki Prudki jako straż przednia 29 DP. Ok. godz. 20.00 przy moście nad Pilicą w Sulejowie dowódca Armii „Prusy” gen. dyw. Stefan Dąb-Biernacki zmienił dowódcy pułku ppłk. dypl. Stanisławowi Sienkiewiczowi rozkaz. Zgodnie z nim 76 pp rozpoczął dalszy marsz w dwóch kolumnach; w pierwszej maszerował I batalion z baterią artylerii III/29 pal z kompania kolarzy i plutonem saperów oraz przy niej dowódca pułku ze sztandarem pułkowym w samochodzie. Kolumna maszerować miała po wyjściu z Sulejowa przez Zalesice, Longinówkę do Rozprzy. Druga kolumna z II, III batalionami pułku z większością III/29 pal i z większością kompanii saperów miała przejść z Sulejowa poprzez Milejowice, Milejów do Rozprzy.
5 września o godz. 22.30 pierwsza kolumna po dojściu do wsi Zalesice, została ostrzelana z budynków miejscowości. Obejście od tyłu przez część 2 kompanii i uderzenie wspólnie z saperami na wieś przyniosło zdobycz w postaci 3 czołgów, 1 samochodu terenowego i 4 motocykli, ponadto wzięto 20 jeńców z dwoma oficerami niemieckimi. Dwadzieścia minut po północy 6 września kolumna I batalionu podeszła do szosy Piotrków Trybunalski-Częstochowa i we wsi Moryca rozbito następną placówkę niemiecką zdobyto kolejne 3 czołgi i 6 samochodów terenowych, niemiecka obsada placówki zbiegła do Longinówki. Ok. godz. 2.10 przemieszczająca się jako rozpoznanie kompania kolarzy przed wsią Longinówka zaległa silnie ostrzelana przez niemiecką bron maszynową. W trakcie tego został ostrzelany samochód dowódcy pułku i porzucony. Podczas zajmowania stanowisk do natarcia przez kompanie I batalionu, działka ppanc. i baterię artylerii, niemiecka obsada Longinówki wykonała kontratak siłą dwóch kompanii piechoty z kilkoma czołgami i wsparciem artylerii. Piechota polska prowadząc ogień z broni strzeleckiej odparła niemiecką piechotę, natomiast czołgi były niszczone ostrzałem kb ppanc. armat ppanc., wiązkami granatów i minami ppanc. podkładanymi przez strzelców pod czołgi wroga. Zniszczono kilka czołgów niemieckich jednak utracono w samochodzie dowódcy pułku sztandar. Chwilę później w zaciętej walce wręcz sztandar pułkowy został odbity. O godz. 4.40 na tyły I batalionu uderzyły niemieckie czołgi od strony Piotrkowa Trybunalskiego, ich uderzenie odparła 3 kompania strzelecka i broń ppanc. O godz. 6.00 skoordynowane natarcie niemieckie od strony Longinówki i od Piotrkowa zmusiły batalion do zajęcia obrony okrężnej na odkrytym terenie.
Rozkaz gen. Dąba-Biernackiego o kolejnej zmianie rozkazu odwołującego przemieszczenie się 29 Dywizji Piechoty nie dotarł do dowódcy 76 pułku piechoty. Żołnierze I batalionu i jednostek przydzielonych walczyli do końca do ostatniego naboju, zadając wrogowi krwawe straty i niszcząc sprzęt. Ok. godz. 7.30 I batalion przestał istnieć rozjechany i wybity w walce. Ranni byli dobijani przez żołnierzy niemieckich lub rozjeżdżani przez czołgi. Polegli wcześniej będąc rannymi, a następnie rozjechani przez czołgi jak ich żołnierze dowódca pułku, dowódca I batalionu i liczni oficerowie i podoficerowie. Maszerująca druga kolumna pułku, podczas przekraczania rzeczki Luciąży na skutek załamania się mostku rozdzieliła się. Maszerował dalej II batalion mjr. E. Justyniaka z baterią artylerii z III/29 pal. Po rozpoznaniu obecności wroga we wsi Milejowice. Major Justyniak obszedł wieś i uderzył na zaskoczoną kompanię niemieckich strzelców zmotoryzowanych. Poległo w walce ok. 60 żołnierzy niemieckich. Następnie batalion uderzył na Milejów, wdarł się do środka miejscowości walcząc w ciemnościach granatami i bagnetami. Batalion dotarł do rejonu Kościoła w Milejowie zniszczył niemiecki transport paląc samochody cysterny i amunicyjne. Załogę niemiecką Milejowa gwałtownym uderzeniem wyrzucił z miasta. Następnie prowadzono natarcie w kierunku dworu. Kwaterujący we dworze sztab niemieckiej 1 Dywizji Pancernej ratował się ucieczką, opór stawiali pisarze, gońcy, łącznościowcy jednak natarcie II batalionu rozwijało się. O godz. 4.00 dotarł do batalionu oficer łącznikowy z dowództwa Armii "Prusy", przekazując rozkaz o przerwaniu natarcia i odwrocie w kierunku Piotrkowa. W międzyczasie poległ dowódca batalionu i zaraz ciężko ranny został jego następca kpt. S. Myśliwski. O godz. 5.00 silny ogień artylerii oraz pospiesznie ściągnięte posiłki zatrzymały polskie natarcie. Realizując wydany rozkaz odwrotu przez kpt. Myśliwskiego, por. Karol Gniewkowski wyprowadził z placu boju w kierunku Pilicy ok. 180 żołnierzy II batalionu. Brawurowy atak obu batalionów 76 pułku piechoty spowodował duże straty wśród Niemców (ok. 200 zabitych i rannych, zniszczonych 40 czołgów).
Walka z niemieckimi czołgami i piechotą zmotoryzowaną oraz artylerią 1 DPanc. spowodowało całkowite zniszczenie sił głównych pułku. Zginął dowódca pułku ppłk Stanisław Sienkiewicz, 20 oficerów (w tym mjr Korneliusz Kosiński, dowódca batalionu i autor hymnu jednostki pt. Narbuttczycy) i 426 żołnierzy I batalionu oraz 12 oficerów i 218 szeregowych II batalionu – łącznie 32 oficerów i 652 szeregowych. Na cmentarzu wojennym w Milejowie spoczywa 631 żołnierzy. Większość żołnierzy została rozjechana przez czołgi, bądź dobita na polu walki. Jednak 6 września żołnierze niemieckiej 1 Dywizji Pancernej dokonali licznych morderstw na jeńcach. Na polach obok zabudowań wsi Moryca rozstrzelali 19 wziętych do niewoli oficerów 76 pp i 29 pal, pozostałych żołnierzy jeńców żołnierze niemieckiej 1 Dywizji Pancernej zapędzili do chaty dróżnika  kolejowego w Morycy i do jednych z chat w Longinówce spalili l zastrzelili próbujących uciekać z ognia ok. 160 osób. Zbrodni wojennej dokonali również na mieszkańcach miejscowości Milejów oraz Longinówka 86 mieszkańców niemieccy żołnierze rozstrzelali, 16 zabito w piwnicach granatami, 117 osób zginęło od ostrzału niemieckiej artylerii.

#### Walki III batalionu 76 pp
III batalion na rozkaz dowódcy 29 DP nie dołączył do walki pułku. Zajął on linię rzeki Pilicy niedaleko Sulejowa. Został podporządkowany dowódcy 41 pułku piechoty ppłk. Kazimierzowi Wyderce. 7 września III batalion w składzie 41 pp dołączył do pozostałej części 29 DP w Lasach Brudziewickich. Po rozbiciu sztabu 29 DP i ranieniu płk I. Oziewicza w dniu 8 września 1939 roku, poszczególne oddziały dywizji rozpoczęły samodzielny odwrót ku Wiśle. III/76 pp maszerował w kierunku przeprawy w Maciejowicach nocami wzdłuż Pilicy koło Nowego Miasta i w rejon Białobrzegów. 11 września batalion dotarł do lasów w rejonie wsi Cecylówka na południe od Warki. W tym rejonie w zgrupowaniu oddziałów 29 DP pod dowództwem dowódcy 29 pal ppłk. Tadeusza Graffa. Rejonu tego od godz. 12.00 11 września broniły dwa bataliony III/76 pp i III/81 pp oraz dwa niepełne dywizjony artylerii II/29 pal i I/3 pac. Zgrupowanie odparło wszystkie natarcia niemieckie, poległ ppłk Graff. Nocą 11/12 września po zniszczeniu ciężkiego sprzętu, żołnierzy podzielono na mniejsze grupy i część z nich przedarła się przez Wisłę 12 i 13 września na wschód od Mniszewa. 12 września pozostała część 76 pułku piechoty przestały istnieć.

### Oddziały formowane na bazie OZN 76 pp
Na bazie rezerwistów i nadwyżek osobowych pozostałych w garnizonie Grodno sformowano części 2 i 3 pułku piechoty Obszaru Warownego „Grodno” nazywanego też Grupą „Grodno”. Pułki te brały udział w obronie Lwowa. Pozostałości między innymi z rezerwistów 76 pp w OZ 29 DP brały udział w obronie Grodna.
| Struktura organizacyjna i obsada personalna we wrześniu 1939 | Struktura organizacyjna i obsada personalna we wrześniu 1939 | Struktura organizacyjna i obsada personalna we wrześniu 1939 |
| Stanowisko                                                   | Stopień, imię i nazwisko                                     | Dalsze losy                                                  |
| Dowództwo                                                    | Dowództwo                                                    | Dowództwo                                                    |
| ------------------------------------------------------------ | ------------------------------------------------------------ | ------------------------------------------------------------ |
| dowódca pułku                                                | ppłk dypl. Stanisław Sienkiewicz                             |                                                              |
| I adiutant pułku                                             | kpt. Józef Malinowski                                        |                                                              |
| II adiutant pułku                                            |                                                              |                                                              |
| oficer łączności                                             | kpt. Lucjan Grajewski                                        |                                                              |
| kwatermistrz                                                 | kpt. Tadeusz Erben                                           |                                                              |
| Pododdziały specjalne                                        |                                                              |                                                              |
| dowódca kompanii zwiadowców                                  | por. Wilhelm Jakubianiec                                     |                                                              |
| dowódca kompanii przeciwpancernej                            | kpt. Wilhelm Leopold Stawarz                                 |                                                              |
| dowódca plutonu pionierów                                    | por. Antoni Bronisław Zgorzelski                             |                                                              |
| dowódca plutonu pgaz.                                        | por. Zbigniew Tryba                                          |                                                              |
| dowódca plutonu artylerii piechoty                           | kpt. Mieczysław Chmielowiec                                  |                                                              |
| dowódca plutonu łączności                                    |                                                              |                                                              |
| I batalion                                                   |                                                              |                                                              |
| dowódca batalionu                                            | mjr Bronisław Korneliusz Kosiński                            |                                                              |
| adiutant batalionu                                           |                                                              |                                                              |
| dowódca plutonu łączności                                    |                                                              |                                                              |
| dowódca 1 kompanii strzeleckiej                              |                                                              |                                                              |
| dowódca 2 kompanii strzeleckiej                              | por. Franciszek Oszczakiewicz                                |                                                              |
| dowódca 3 kompanii strzeleckiej                              | por. Mieczysław Szczęsny                                     |                                                              |
| dowódca 1 kompanii ckm                                       | kpt. Józef Marian Ekiert                                     |                                                              |
| II batalion                                                  |                                                              |                                                              |
| dowódca batalionu                                            | mjr Eugeniusz Justyniak                                      |                                                              |
| adiutant batalionu                                           |                                                              |                                                              |
| dowódca plutonu łączności                                    |                                                              |                                                              |
| dowódca 4 kompanii strzeleckiej                              | por. Władysław Gniewkowski                                   |                                                              |
| dowódca 5 kompanii strzeleckiej                              | kpt. Stefan Sopoćko                                          |                                                              |
| dowódca 6 kompanii strzeleckiej                              | por. Wilhelm Bergiel                                         |                                                              |
| dowódca 2 kompanii ckm                                       | kpt. Stefan Myśliwski                                        |                                                              |
| III batalion                                                 |                                                              |                                                              |
| dowódca batalionu                                            | mjr Jan Toroń                                                |                                                              |
| adiutant batalionu                                           |                                                              |                                                              |
| dowódca plutonu łączności                                    |                                                              |                                                              |
| dowódca 7 kompanii strzeleckiej                              | por. Franciszek Ciągło                                       |                                                              |
| dowódca 8 kompanii strzeleckiej                              | por. Wiktor Dawidowicz                                       |                                                              |
| dowódca 9 kompanii strzeleckiej                              | por. rez. Grzegorz Ostrowski                                 |                                                              |
| dowódca 3 kompanii ckm                                       | por. Bronisław Dowgiałło                                     |                                                              |

## Odtworzenie pułku w ramach Armii Krajowej
W ramach Akcji Burza 76 pułk piechoty AK był odtwarzany na bazie obwodu AK Wysokie Mazowieckie.
Wobec szybkich postępów Armii Czerwonej pułk nie zdążył się skoncentrować. Do walki weszło kilka pojedynczych plutonów i kompanii. Pododdziały pułku rozbrajały mniejsze grupy wycofujących się Niemców. Kilka potyczek stoczyła m.in. kompania ppor. „Topora”, a oddział por. Romana Ostrowskiego – „Wichra” walczył pod Bogutami, Nurem i Czyżewem. Żołnierze pułku wspomagali też 33 pułk piechoty AK w akcji na niemiecką kolumnę ewakuacyjną pod wsią Czarnowo – Undy. Uwolniono 150 jeńców sowieckich. 3 VIII 1944  pododdział ppor. „Dziadka” przy współudziale Armii Czerwonej zajął Łapy. W połowie sierpnia cały teren działania pułku był już wolny od Niemców.
Część oddziałów po pierwszym kontakcie z Armią Czerwoną była rozbrajana, niektóre zdołano rozformować, a żołnierze rozeszli się do domów, lub od razu zaczęli się ukrywać, innych, ujawnionych w czasie akcji zatrzymano i aresztowano lub skierowano do jednostek armii Berlinga.

## Symbole pułku
Sztandar
Nowy, przepisowy sztandar, ufundowany przez Koło Polek w Lidzie, wręczył pułkowi marszałek Józef Piłsudski w Grodnie 11 lutego 1923. Pierwsze gwoździe wbili: marsz. Piłsudski, dowódca III DOK gen. Malczewski, dowódca 29 DO gen. Osikowski, dowódca pułku ppłk Dzierżykraj-Stokalski
W czasie walk pułku pod Sulejowem sztandar na krótko dostał się w rękach Niemców.
Adiutant pułku, kpt. Józef Malinowski, tak opisuje ten epizod:

„O 2:40, 6 września, 200 m przed Longinówką  samochód nasz został ostrzelany silnym ogniem karabinów maszynowych. Natychmiast stanęliśmy i wszyscy wyskoczyliśmy do rowu przy szosie [...] Rowem cofnęliśmy się do szpicy [ ... ] Wysłane patrole do Longinówki zostały zatrzymane około 60 m w kartofliskach przed Longinówką przez silny ogień karabinów maszynowych z czołgów [ ... ] O świcie, gdy nasze patrole cofnęły się, wyskoczyło kilkudziesięciu Niemców z pobliskich zabudowań Longinówki, skoczyło do opuszczonego samochodu. Widzieliśmy, jak z niego wyciągali nasze walizki i w pewnej chwili zobaczyliśmy z przerażeniem, że wyciągają nasz sztandar pułkowy. Widząc to, dowódca pułku [...] wraz z mjr. Kosińskim, poderwali około 60 szeregowych z oddziału przedniego straży przedniej i rzuciliśmy się na Niemców celem wyrwania sztandaru. Walka wręcz toczyła się nie tylko bagnetem na karabinie, ale łopatkami [...] duszono się rękami […] Walka toczyła się około 15 minut. Sztandar przechodził z rąk do rąk, w końcu ja rzuciłem go do tyłu. Pochwycił go sierżant Stanisław Biela i odskoczył. W tym momencie nadeszła straż przednia batalionu, tj. pozostałe dwie kompanie. Niemcy [...] wyginęli wszyscy. Naszych żołnierzy poległo 16, a rannych zostało około 20. Ja byłem dwukrotnie ranny. Po skończonej walce cofnęliśmy się do miejsca, skąd wykonaliśmy skok do samochodu. Tu sztandar wręczyłem kapelanowi pułku ks. Worobiejowi, przydzielając do osłony 6 zwiadowców konnych z zadaniem odwiezienia go do sztabu dywizji w Sulejowie”

Dalsze dzieje sztandaru opisuje relacja ze zbioru w Banknock. Po rozbiciu pułku pod Sulejowem, sztandar został przywieziony przez ppor. Batkę do Ośrodka Zapasowego 76 pp do Grodna. 14 września sztandar przewieziony został do Wilna. Tu trafił do rodziny kpt. Leśniewskiego, która to zakopała sztandar w ziemi. W 1940 r. sztandar został odkopany i dostarczony do polskiej placówki dyplomatycznej przy poselstwie brytyjskim w Kownie i dalej do ambasady RP przy Watykanie. W sierpniu 1944 sztandar został przywieziony do Wielkiej Brytanii i przekazany Muzeum PSZ. Sztandar znajduje się w zbiorach Muzeum im. gen. Sikorskiego w Londynie. W zbiorach Muzeum WP w Warszawie przechowywany jest pierwszy sztandar 76 pp, z 1919 r.
Odznaka
Pierwszy wzór odznaki zatwierdzony Dz. Rozk. MSWojsk. nr 16, poz. 159 z 18 maja 1929 roku. Wykonana w  kształcie krzyża o wydłużonym dolnym ramieniu pokrytego białą emalią z czarną obwódką wokół krzyża. Na górnym ramieniu krzyża napis WILNO, na dolnym data powstania pułku 5 ST. 1919. Na krzyż nałożony jest srebrny stylizowany orzeł typu jagiellońskiego, trzymający w szponach zerwany łańcuch. Oficerska - czteroczęściowa, wykonana w tombaku złoconym i srebrzonym, emaliowana, orzeł łączony czterema drutami.
Wymiary: 65x44 mm. Wykonanie: Teodor Filipski - Wilno
Drugi wzór zatwierdzony Dz. Rozk. MSWojsk. nr. 5, poz. 51 z 14 maja 1938 roku. Odznaka ma kształt krzyża o wydłużonym dolnym ramieniu. Na krzyż nałożony jest herb dwupolowy z Orłem i Pogonią, zwieńczony zamkniętą koroną i rokiem 1863. Herb ujęty został w cierniową koronę. Na górnym ramieniu krzyża wpisano DUBICZE, na dolnym inicjały LN i 1919 WILNO.
Jednoczęściowa - wykonana w srebrze, bez emalii. Wymiary: 43x31 mm.
Wykonanie: Józef Michrowski - Warszawa

## Strzelcy lidzcy

### Dowódcy i zastępcy dowódcy pułku
| Stopień, imię i nazwisko                                   | Okres pełnienia służby     | Kolejne stanowisko               |
| Dowódcy pułku                                              | Dowódcy pułku              | Dowódcy pułku                    |
| ---------------------------------------------------------- | -------------------------- | -------------------------------- |
| rtm. mjr kaw. Władysław Dąbrowski                          | do 6 VI 1919               | dowódca Wileńskiego pułku ułanów |
| kpt. piech. Wilhelm Zagórski                               | 6 - 21 VI 1919             |                                  |
| ppłk piech. Władysław Żubrycki                             | 22 VI - 4 IX 1919          |                                  |
| kpt. piech. Wilhelm Zagórski                               | 5 IX - 11 XI 1919          |                                  |
| płk Bronisław Wędziagolski                                 | 12 XI 1919 - 23 V 1920     |                                  |
| ppłk piech. Witold Hupert                                  | 24 V - 26 VII 1920         |                                  |
| ppłk piech. Edward Nowak                                   | 29 VII - 17 X 1920         |                                  |
| kpt. piech. Wilhelm Zagórski                               | 18 X 1920 - 12 I 1922      |                                  |
| płk szt. gen. Radosław Dzierżykraj-Stokalski               | XII 1922 - IV 1924         | szef sztabu DOK III              |
| płk szt. gen. Kordian Józef Zamorski                       | 15 V 1924 - X 1925         |                                  |
| płk piech. Ignacy Oziewicz                                 | X 1925 - X 1935            |                                  |
| ppłk piech. Antoni Wandtke                                 | 13 XI 1935 - 31 I 1937     | dowódca pułku KOP „Wilno”        |
| ppłk / płk piech. Stanisław Poręba-Czuryłło                | 1937 - 1939                | dowódca Podhalańskiej Brygady ON |
| ppłk dypl. Stanisław Sienkiewicz                           | VII - † 6 IX 1939          |                                  |
| Zastępcy dowódcy pułku (od 1938 roku - I zastępca dowódcy) |                            |                                  |
| mjr / ppłk piech. Wilhelm Zagórski                         | 10 VII 1922 - † 3 XII 1925 |                                  |
| ppłk piech. inż. Eugeniusz Jeleniewski                     | od I 1926                  |                                  |
| ppłk dypl. Stanisław Maczek                                | X 1927 – 12 III 1929       | dowódca 81 pp                    |
| ppłk piech. Edward Korwin-Kossakowski                      | 12 III 1929 - 28 I 1931    | zastępca dowódcy 3 pp Leg.       |
| ppłk dypl. Jan Naspiński                                   | od 1 IX 1932               |                                  |
| ppłk piech. Stanisław Pietrzyk                             | 30 III - VIII 1939         | dowódca OZ 29 DP                 |

### Żołnierze 76 pułku piechoty - ofiary zbrodni katyńskiej
Biogramy ofiar zbrodni katyńskiej znajdują się między innymi w bazach udostępnionych przez Ministerstwo Kultury i Dziedzictwa Narodowego oraz Muzeum Katyńskie.
| Nazwisko i imię           | stopień              | zawód               | miejsce pracy przed mobilizacją        | zamordowany |
| ------------------------- | -------------------- | ------------------- | -------------------------------------- | ----------- |
| Baranowski Kazimierz      | ppor. rez.           | nauczyciel          | Szkoła Powszechna w Siwicy             | Katyń       |
| Batko Jan Józef           | ppor.                | nauczyciel          | szkoła w Tomaszowie                    | Katyń       |
| Bielecki Mieczysław       | kpt. w st. sp.       |                     |                                        | Katyń       |
| Cichocki Hieronim         | ppor. rez.           | student             |                                        | Katyń       |
| Feitner Władysław         | por. rez.            | nauczyciel          | Seminarium Nauczycielskie w Augustowie | Katyń       |
| Krahelski Piotr           | ppor. rez.           |                     | majątek Ułasowszczyzna                 | Katyń       |
| Nowak Antoni (20.03.1910) | ppor. rez.           | urzędnik            |                                        | Katyń       |
| Pachnikiewicz Wacław      | ppor. rez.           | prawnik             |                                        | Katyń       |
| Staroszczuk Roman         | kpr. pchor.          |                     |                                        | Katyń       |
| Szonert Jerzy Michał      | ppor. rez.           | technik rolnictwa   | instruktor rolny w woj. białostockim   | Katyń       |
| Trojanowski Władysław     | ppor. rez.           | nauczyciel          | szkoła w Jasionowicach pow. wołkowyski | Katyń       |
| Wieloński Tadeusz Ignacy  | ppor. rez.           | inżynier rolnik     | Zakład Dośw. Upraw Łąkowych w Sarnach  | Katyń       |
| Wieluński Zygmunt Ignacy  | ppor. rez.           | inżynier            |                                        | Katyń       |
| Wyskoczyl Mikołaj         | por.                 | żołnierz zawodowy   |                                        | Katyń       |
| Zakrzewski Józef          | ppor. rez.           | nauczyciel          | kier. szkoły powszechnej w Ławnie      | Katyń       |
| Bonik Józef Arkadiusz     | podporucznik rezerwy | technik kolejnictwa | PKP w Ostrów Mazowiecka                | Charków     |
| Czerwiński Napoleon       | podporucznik rezerwy | artysta plastyk     |                                        | Charków     |
| Czubak Feliks             | podporucznik rezerwy | inżynier elektryk   | Urząd Telekomunikacyjny w Warszawie    | Charków     |
| Dębiński Bolesław         | podporucznik rezerwy |                     |                                        | Charków     |
| Feder Isaja               | podporucznik rezerwy | architekt           |                                        | Charków     |
| Godlewski Marian          | porucznik rezerwy    | nauczyciel          |                                        | Charków     |
| Jaczyniec Władysław       | porucznik            | żołnierz zawodowy   |                                        | Charków     |
| Jednorowski Jan           | podporucznik rezerwy | inżynier            |                                        | Charków     |
| Kamiński Kazimierz        | porucznik rezerwy    | technik             |                                        | Charków     |
| Kołaczyński Tadeusz       | podporucznik rezerwy | lekarz              | praktyka w Wilnie                      | Charków     |
| Kreczko Antoni            | podporucznik rezerwy |                     | (e)                                    | Charków     |
| Pawłowski Roman           | podporucznik rezerwy | nauczyciel          | kier. Szkoły Powszechnej w Sokółce     | Charków     |
| Prystrom Leonard          | podporucznik rezerwy | nauczyciel          | szkoła w Białymstoku                   | Charków     |
| Siwecki Stanisław         | porucznik rezerwy    | prawnik, mgr        | praktyka we Włocławku                  | Charków     |
| Toroń Jan                 | major                | żołnierz zawodowy   |                                        | Charków     |
| Tumielewicz Zygmunt       | kapitan rezerwy      |                     | (e)                                    | Charków     |
| Wroniak Stanisław         | podporucznik rezerwy | nauczyciel          | Szkoła Powszechna w Niemczynie         | Charków     |

## Upamiętnienie
W okresie III Rzeczypospolitej tradycje pułku kultywował 2 batalion zmechanizowany 29 Brygady Zmechanizowanej ze  Szczecina.

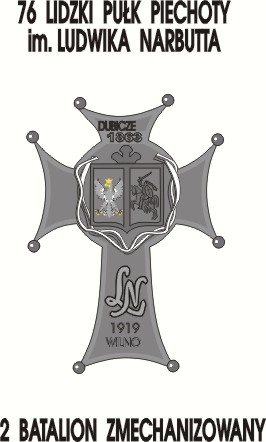
Plakat z 29 BZ